# Миссисипи (округ, Миссури)
Округ Миссисипи (англ. Mississippi County) — округ штата Миссури, США. Население округа на 2009 год составляло 13 266 человек. Административный центр округа — город Чарлстон.

## История
Округ Миссисипи основан в 1842 году.

## География
Округ занимает площадь 1069.7 км2.

## Демография
Согласно оценке Бюро переписи населения США, в округе Миссисипи в 2009 году проживало 13 266 человек. Плотность населения составляла 12.4 человек на квадратный километр.